# Асы в небе
«Асы в небе» (англ. Aces High) — военная драма о Первой мировой войне. Экранизация произведения, автор которого — Сесил Бьюис.

## Сюжет
1916 год. Молодой пилот Королевского воздушного корпуса Великобритании лейтенант Стивен Крофт прибывает на аэродром во Франции. Наблюдая за действиями ветеранов и постепенно набираясь опыта, он начинает избавляться от своих иллюзий о рыцарском характере войны в воздухе.

## В ролях
- Малкольм Макдауэлл — майор Джон Грешэм
- Кристофер Пламмер — капитан «Дядя» Синклер
- Саймон Уорд — лейтенант Кроуфорд
- Питер Фёрт — лейтенант Стивен Крофт
- Дэвид Вуд — лейтенант «Томми» Томпсон
- Тим Пиготт-Смит — майор Стоппард
- Джон Гилгуд — директор Итон
- Тревор Ховард — подполковник Силкин
- Ричард Джонсон — майор Ричард Ласки
- Рэй Милланд — генерал Кит
- Кристофер Блейк — лейтенант Робертс
- Дэвид Дэйкер — капрал Беннет
- Бэрри Джексон — капрал Альберт Джойс
- Рон Пембер — младший капрал Элиот
- Жиль Бехат — Беккенавр
- Эллиот Купер — Уэйд
- Жак Мори — Поннелле
- Жанна Пату — французская певица
- Джон Серре —  французский полковник
- Жерар Пак — французский офицер
- Ким Лотис — офицер Бэтмен
- Джейн Энтони — Кэтрин
- Эвелин Кордо — французская девушка

## Награды
- Британская академия (1977)
- Номинация за лучшая работу оператора.